# Une couleur café
Pour plus de détails, voir Fiche technique et Distribution.
Une couleur café est un film franco-ivoirien d'Henri Duparc sorti en 1997.

## Fiche technique
- Titre : Une couleur café[1],[2]
- Réalisation : Henri Duparc
- Chef opérateur : Bernard Déchet et Jean-Michel Humeau
- Scénario : Henri Duparc
- Son : Jean-Louis Richet
- Année : 1997
- Type : Fiction
- Format : 35 mm
- Thèmes : Polygamie, immigration
- Sociétés de productions : Focale 13 (Les Films Henri Duparc)
- Distribution : Focale 13 (Les Films Henri Duparc) (Abidjan, Côte d'Ivoire)
- Date : 1997
- Pays de production :  France
- Origine :  Côte d'Ivoire,  France
- Monteur/se : Kahena Attia
- Photographe : Mamady Sidibe (photo)
- Chanteur/euse : Jocelyne Béroard
- Durée : 95 minutes[1],[2],[3]

## Distribution
- Jean Carmet
- Patrick Chesnais
- Christine Pascal
- Bamba Bakary
- Naky Sy Savané
- Catherine Lachens
- Abdoulaye Komboudri
- Jean-Marie Adiaffi
- Awa Sène Sarr
- Rachida Brakni
- Malcolm Conrath
- Gabriel Zahon
- Hichem Yacoubi
- Esther Perez
- Akissi Delta
- M'Bembo [1],[2]

## Distinction
- Mention spéciale du Jury et Prix du Public Montréal (Canada) 1998 [4],[2]
- Prix d'Interprétation masculine Bari (Italie) 1998 [4],[2]
- Prix du Public Los Angeles (USA) 1998 [4],[2]

## Festivals/Awards
- Festival VUES D’AFRIQUE (Montréal, Canada, 1998) [1],[2]
- Festival BALAFON de Bari (Bari, Italie, 1998)[1],[2]
- PAFF – THE PAN AFRICAN FILM AND ART FESTIVAL (Los Angeles, USA, 1998)[1],[2]